# بلدة فالي (مقاطعة سكيتو)
بلدة فالي، مقاطعة سكيتو (أوهايو) بالإنجليزية: Valley Township, Scioto County, Ohio)‏ هي منطقة سكنية تقع في الولايات المتحدة في مقاطعة سياتو، أوهايو. يقدر عدد سكانها بـ 3,874 نسمة ومساحتها 65.2 كم2 وترتفع عن سطح البحر 194 متر.